# والتر كولز
والتر كولز (11 فبراير 1928 في المملكة المتحدة - ) (بالإنجليزية: Walter Coles)‏ هو لاعب كريكت بريطاني.

## وصلات خارجية
- والتر كولز على موقع إي آس بي آن كريك إنفو (الإنجليزية)